# Басурмановка
Басурма́новка (рос. Басурмановка, башк. Боһорман) — присілок у складі Мелеузівського району Башкортостану, Росія. Адміністративний центр Абітовської сільської ради.
Населення — 202 особи (2010; 239 в 2002).
Національний склад:
- росіяни — 56%
- башкири — 40%